# Substitute
Ej att förväxla med tjejgruppen Clouts låt från 1978 med samma namn!
Substitute är en låt skriven av Pete Townshend och lanserad som singel av musikgruppen The Who i mars 1966. Singeln blev en framgång och nådde topp 10-placering i Storbritannien. Det var gruppens första singel för sitt nya skivbolag Reaction Records, och bara tre dagar senare släppte det förra bolaget Brunswick gruppens låt "A Legal Matter" i ett försök att sabotera försäljningen av "Substitute". Den låten blev dock inte alls lika framgångsrik och stannade på #32 på UK Singles Chart. "Substitute" släpptes som singel på nytt 1976, och nådde då plats 7 på brittiska singellistan. Nyutgåvan innebar också att låten gick in på irländska singellistan med en fjortonde plats som bästa placering.
Låten finns med på samlingsskivorna Meaty Beaty Big & Bouncy (1971) och My Generation: The Very Best of the Who (1996). The Ramones spelade in låten till albumet Acid Eaters 1993. Blur spelade in en version till hyllningsskivan Who Covers Who? 1994.

## Listplaceringar
| Lista (1966)   | Position          |
| -------------- | ----------------- |
| Finland        | 29                |
| Flandern       | 17                |
| Frankrike      | 24                |
| Nederländerna  | 2                 |
| Nya Zeeland    | 3                 |
| Storbritannien | 5                 |
| Sverige        | 16 (Kvällstoppen) |
| Sverige        | 5 (Tio i topp)    |
| Västtyskland   | 13                |